# أل روجرز
أل روجرز (بالإنجليزية: Al Rogers)‏ هو مغن مؤلف أمريكي، ولد في 24 يوليو 1926.